# Mieczysław Doroszuk
Mieczysław Doroszuk (ur. 25 lutego 1921 w Białej Podlaskiej, zm. 16 maja 2007 w Olsztynie) – polski trener siatkarski, nauczyciel, honorowy obywatel Olsztyna.

## Życiorys
Pracę w Olsztynie rozpoczął w roku 1949. Początkowo był związany z Wojewódzkim Urzędem Wychowania Fizycznego i Przysposobienia Wojskowego, od 1959 z Zespołem Szkół Budowlanych (Technikum Budowlanym), gdzie przez 32 lata był nauczycielem wychowania fizycznego. Zajmował się przede wszystkim siatkówką. Zainicjował działalność męskiej sekcji siatkarskiej Budowlanych Olsztyn oraz Młodzieżowego Klubu Sportowego „Juvenia”, z którym sięgnął po złoty medal Ogólnopolskich Letnich Igrzysk Młodzieży Szkolnej w 1965. Osiągnięcie to powtórzył w 1974 na igrzyskach młodzieży szkolnej rozgrywanych w Olsztynie z reprezentacją Technikum Budowlanego. Trenował ponadto młodych siatkarzy w Wyższej Szkole Nauczycielskiej w Olsztynie (późniejszej Wyższej Szkole Pedagogicznej) i olsztyńskim AZS, przyczyniając się do przyszłych sukcesów olsztyńskiej siatkówki. Wchodził w skład władz Okręgowego Związku Piłki Siatkowej w Olsztynie.
Został wyróżniony m.in. Krzyżem Kawalerskim Orderu Odrodzenia Polski, Złotym Krzyżem Zasługi, Medalem Komisji Edukacji Narodowej, odznakami „Zasłużony dla Warmii i Mazur” i „Zasłużony Działacz Kultury Fizycznej”, Złotą Odznaką Zarządu Głównego Akademickiego Związku Sportowego (1979). W maju 2004 Rada Miasta Olsztyna nadała Mieczysławowi Doroszukowi tytuł honorowego obywatela Olsztyna, podkreślając jego dorobek jako „zasłużonego trenera i wychowawcy młodzieży”; razem z nim honorowe obywatelstwo miasta otrzymali inni przedstawiciele środowiska sportowego – jeden z wychowanków Doroszuka Zbigniew Lubiejewski oraz trener kajakarstwa i twórca Wojewódzkiego Klubu Olimpijczyka i Olsztyńskiego Muzeum Sportu Marian Rapacki.